# Stefano Canzio
Stefano Canzio (né à Gênes le 3 janvier 1837, mort dans la même ville le 14 janvier 1909) est un patriote et un militaire italien.

## Biographie
Le père de Stefano Canzio est Michele Canzio, peintre et scénographe du théâtre Carlo Felice et membre de l’Accademia ligustica di belle arti.
Au printemps 1859, Stefano Canzio met fin à ses études classique et adhère à un groupe de volontaires qui proposent leurs services au gouvernement pour la guerre qui semble alors imminente. Avec les Carabinieri genovesi, il fait partie des chasseurs des Alpes. Il revient de la guerre enthousiasmé et formé par Giuseppe Garibaldi de qui il obtient toujours plus d'estime et de confiance. Il travaille à la préparation de l'expédition des Mille et il embarque avec les Carabinieri genovesi pour Marsala. Le 27 mai 1860, il est blessé sur le pont de l’Ammiraglio, lors de l'entrée dans Palerme.
Il se soigne à Gênes et retourne rapidement sur le champ des opérations où il participe à la guerre jusqu'à son dénouement. Il obtient le grade de major.
En novembre il accompagne Garibaldi à Caprera où il épouse sa fille Teresita Garibaldi qui est à peine âgée de seize ans. Il participe par la suite à toutes les opérations de Garibaldi, à Sarnico, à Aspromonte, dans le Trentin.
Au cours de la bataille de Bezzecca, alors que les combats sont en faveur des Autrichiens, il fait preuve de bravoure ce qui lui vaut la médaille d'or de la valeur militaire.
En 1867, il rencontre Garibaldi à Caprera après son arrestation à Sinalunga. Ils s'embarquent pour la côte toscane. Canzio suit Garibaldi jusqu'aux portes de Rome et Garibaldi lui doit d'être vivant lors des combats de Mentana.
En 1870, il le suit en France. Il obtient d'abord le commandement du quartier général, puis, après la charge de Renois qu'il commande, il obtient le commandement de la cinquième brigade. À Dijon, il se comporte en héros, particulièrement lors des combats à Pouilly. Après la mort de Josef Bossak-Hauké, il se voit confier le commandement de la première et dernière brigade réunie.
Il rentre de la France avec le grade de colonel brigadier et Garibaldi le fait élever au grade de général de l'armée des volontaires, armée qui n'existe plus.
Au cours des dernières années de sa vie, il est président du consortium autonome du port de Gênes et exerce un grand ascendant sur la classe ouvrière.

## Distinction
| : Médaille d'argent de la valeur militaire |

## Sources
- (it) Cet article est partiellement ou en totalité issu de l’article de Wikipédia en italien intitulé « Stefano Canzio » (voir la liste des auteurs).